# Neamia octospina
Neamia octospina är en fiskart som beskrevs av Smith och Lewis Radcliffe 1912. Neamia octospina ingår i släktet Neamia och familjen Apogonidae. Inga underarter finns listade i Catalogue of Life.